# Бека (певачица)
Ребека Емили Холкрафт (енгл. Rebecca Emily Hollcraft) је америчка кантауторка и гитарискиња. Позната је и као Бек Холкрафт и Бека-чан.

## Детињство
Бека је рођена у Портланду, савезна држава Орегон, САД. Док је још била мала почела је да пева и да пише песме, а када је имала 10 година почела је да свира гитару. Током школског живота, била је активна у школском хору и драмској секцији. Када је имала 13 година породични пријатељ ју је снимио како пева у хору током школске приредбе. Снимак је стигао до Меридит Брукс, која је у то време трагала за новим талентима. Меридит је тада рекла: 
Бека има моћан глас, а кад сам чула и да пише песме - схватила сам да је то то.

## Каријера
Лето те године, уз подршку својих родитеља, Бека је провела у Лос Анђелесу са Меридит и са њом је радила на новим песмама. Убрзо се за њу прочуло на радио-станицама у родном Портланду. Након што је гостовала у неколико емисија, Бекине песме су почели да пуштају у редовном програму и међу слушаоцима је била све популарнија. Убрзо су почела гостовања на телевизији и почела је да се појављује на дуплерицама часописа. Почела је да наступа са бендом у Лос Анђелесу под именом Бек Холкрафт. Наступала је у клубовима, међу којима су The Roxy, Troubadour, Key Club, Knitting Factory и House of Blues. Наступала је и на мањим местима, као што су The Derby и The Rainbow Room.
Почетком 2008. године, Бека је потписала уговор са издавачком кућом Sony Music Entertainment Japan. Њен први сингл, Perfect Me, издат је 9. априла 2008. године. Ова песма се појављивала у телевизијској серији Demages.
Након тога, у року од 2 месеца су објављена 2 мини-албума: Perfect Me и Turn To Stone који су најавили излазак Бекиног албума првенца.
Почевши од 1. јула 2008. Бекине песме Guilty Pleasure и Falling Down коришћене су у анимираној серији Ultraviolet: Code 044 као уводна, односно одјавна шпица.
Бека је допринела стварању албума , за који је препевала Синдину песму I Drove All Night.

### 
је Бекин деби албум и издат је 5. новембра 2008. године. Спот за први сингл са овог албума, I'm Alive, објављен је 23. септембра 2008. године. Албум је издат у 2 издања. Прво издање садржи 13 песама, док специјално издање садржи и DVD.
22. октобра 2008. године, сингл I'm Alive је званично издат. На синглу се појављује и песма Alone, која је обрада истоимене песме групе Харт (енгл. Heart), популарне осамдесетих година XX века.
29. септембра 2009. године у САД-у објављен је E.P. Kickin' & Screamin', који је најавио излазак Бекиног дебитанског албума и у њеној родној држави.

## Дискографија
| Информације о албуму |
| --- |
| Perfect Me * - Датум издавања: 4. јун 2008. - Формат: ЦД - Издавачка кућа: - Место на листама: / - Синглови: /                                   |
| Turn To Stone * - Датум издавања: 6. август 2008. - Формат: ЦД - Издавачка кућа: - Место на листама: / - Синглови: /                             |
| Alive - Датум издавања: 5. новембар 2008. - Формат: ЦД, DVD - Издавачка кућа: - Место на листама: / - Синглови: ""                               |
| Kickin' & Screamin' * - Датум издавања: 29. септембар 2009. - Формат: дигитално преузимање - Издавачка кућа: - Место на листама: / - Синглови: / |

* Мини-албум.

## Занимљивости
Бекина песма I'm Alive појављивала се као завршна шпица у јапанској серији Kuroshitsuji (срп. Црни слуга). Песма није имала никакве везе са серијом, али су је продуценти пуштали како би придобили публику.
На Бекином дебитантском албуму налазе се 2 обраде. Прва обрада је песма Синди Лопер I Drove All Night из 1987. године, док је друга обрада песма Outside Of You из 2007. године коју је снимила Хилари Даф за свој албум Dignity.